# Њуланд (Северна Каролина)
Њуланд (енгл. Newland) град је у америчкој савезној држави Северна Каролина.

## Демографија
По попису из 2010. године број становника је 698, што је 6 (-0,9%) становника мање него 2000. године.
| Група             | 2000.       | 2010.       |
| Белци             | 693 (98,4%) | 604 (86,5%) |
| Афроамериканци    | 0 (0,0%)    | 6 (0,9%)    |
| Азијати           | 0 (0,0%)    | 3 (0,4%)    |
| Хиспаноамериканци | 11 (1,6%)   | 71 (10,2%)  |
| Укупно            | 704         | 698         |